# Asphaltbauer

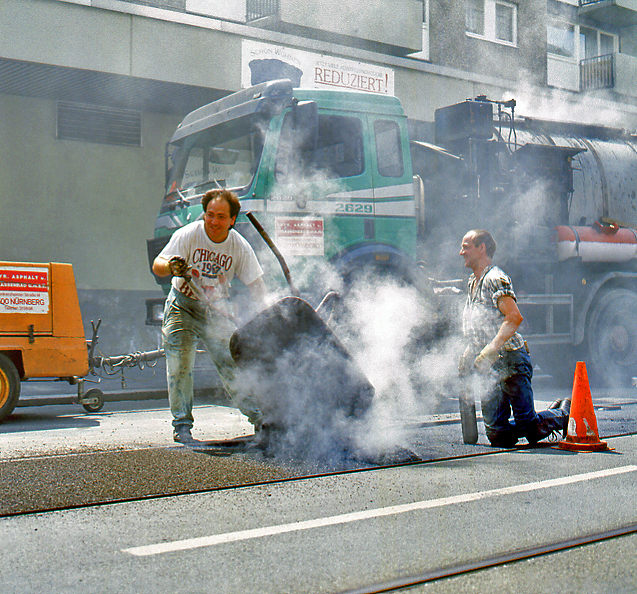
An kleineren Baustellen wird der Asphalt vom Asphaltbauer per Schubkarre zur Einbaustelle gebracht und händisch verstrichen.

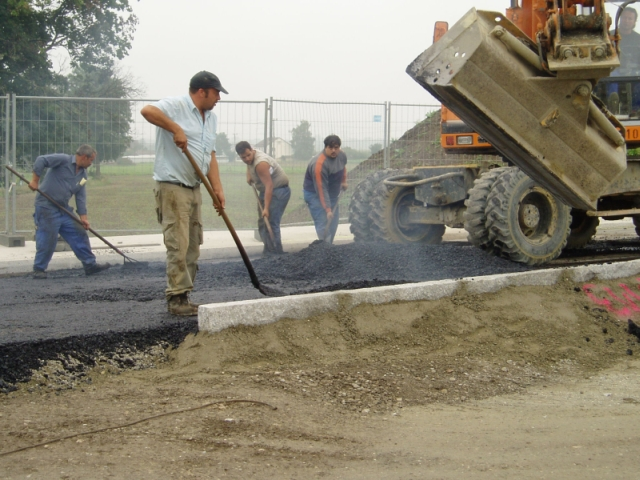
Asphalteinbau

Asphaltbauer (auch Asphaltierer oder veraltet Schwarzstraßenbauer) ist ein anerkannter Ausbildungsberuf und umfasst das Herstellen von Straßendecken für z. B. Autobahnen, Fernstraßen, Stadtstraßen, Fahrradwege, Fußwege oder Böden für Hallen und Räume. 
Darüber hinaus führen sie Abdichtungsarbeiten gegen Feuchtigkeit an Bauwerken aller Art durch. 

## Ausbildung
Nach dem Berufsbildungsgesetz ist keine bestimmte Schulbildung vorgeschrieben. Daher bietet der Beruf auch jungen Menschen ohne Hauptschulabschluss eine qualifizierte Berufsausbildung. Diese dauert in Deutschland in der Regel drei Jahre.
Im ersten Jahr findet dabei eine Grundausbildung statt, in der die bautechnischen Grundkenntnisse erlernt werden. Die beiden übrigen Jahre dienen der Vertiefung von fachspezifischen Kenntnissen beispielsweise bezüglich der Abdichtung gegen Bodenfeuchtigkeit oder der Herstellung von Gussasphaltmischungen.
Als duale Berufsausbildung findet die Ausbildung zum Asphaltbauer zu gleichen Teilen in der Berufsschule und im Ausbildungsbetrieb statt. Der Unterricht in der Berufsschule vermittelt die theoretischen Grundlagen, während im Betrieb vorwiegend praktisch gearbeitet wird. Kann der Ausbildungsbetrieb die Vermittlung bestimmter Inhalte nicht gewährleisten, beispielsweise aufgrund unzureichender Ausstattung, verbringen die Auszubildenden noch einige Zeit in einem überbetrieblichen Ausbildungszentrum.

## Vergütung während der Ausbildung
Die Höhe der Ausbildungsvergütung richtet sich in der Regel nach tarifvertraglichen Regelungen und fällt in West- und Ostdeutschland unterschiedlich aus: 
Westdeutschland: 
- 1. Ausbildungsjahr: 890 Euro
- 2. Ausbildungsjahr: 1230 Euro
- 3. Ausbildungsjahr: 1495 Euro

Ostdeutschland:
- 1. Ausbildungsjahr: 805 Euro
- 2. Ausbildungsjahr: 1000 Euro
- 3. Ausbildungsjahr: 1210 Euro

## Berufsbild
Gefordert sind handwerkliches Geschick und technisches Interesse sowie Teamfähigkeit; der Einsatz an ständig wechselnden Baustellen erfordert zudem Flexibilität.
Für die Tätigkeit wird Kraft benötigt: So verwenden Asphaltbauer in Einzelfällen, z. B. beim Transport von Gussasphalt vom Gussasphaltkocher zu schwer zugänglichen Einbaustellen, auch heute noch ein Tragjoch mit zwei Holzeimern. Nach Angabe der Berufsgenossenschaft der Bauwirtschaft wird dabei ein Gesamtgewicht (Tragjoch und gefüllte Eimer) von 55 bis 60 kg getragen.
Daher ist der Frauenanteil in diesem Beruf mit 2,2 % sehr gering (Stand 2011).
Häufig werden beim Asphalteinbau auch Maschinen eingesetzt, deren Bedienung fester Bestandteil des Berufs ist. Asphaltbauer sind durch den Betrieb dieser lauten Straßenbaumaschinen sowie den an der Baustelle ununterbrochen vorbeifahrenden Verkehr einer erhöhten Lärmbelastung ausgesetzt; Verständigung ist oft nur per Handzeichen möglich.
Angestellt werden Asphaltbauer in Baufirmen, die im Bereich des Straßen-, Industrie-, Wasser-, Brücken- oder allgemeinen Tiefbaus tätig sind. Außerdem ist eine Anstellung in Straßenmeistereien möglich.
Durch die starke Witterungsabhängigkeit des Asphalteinbaus kommt es vor, dass besonders im Winter oder bei tiefen Temperaturen weniger Beschäftigung vorhanden ist. Im Sommer gilt entsprechend das Gegenteil. Auch Nachtarbeit gehört zum Berufsbild, da die für Bauarbeiten erforderlichen Straßensperrungen oftmals nur nachts durchgeführt werden können. 
Gearbeitet wird oft in so genannten Kolonnen, also in Arbeitsgruppen. Nur bei kleineren Bauvorhaben werden Kleingruppen oder Einzelarbeiter abgestellt.
Durch das Teer-Verbot in den 1970er Jahren, den Einsatz des gesundheitlich unbedenklichen Bitumens sowie die Verwendung temperaturabgesenkter Asphalte ist der Asphaltbauer keiner erhöhten Gesundheitsgefährdung mehr ausgesetzt.